# دایملر ال۱۴
دایملر ال۱۴ (به انگلیسی: Daimler L14) یک هواپیمای ساختِ کارخانهٔ دایملر-موتورن-گیزلشافت در کشور آلمان است. این هواپیما برای نخستین بار در ۱۹۱۹ میلادی مورد استفاده قرار گرفت.